# Malacothrix typica
Malacothrix typica — вид гризунів родини Nesomyidae. Країни проживання: Ангола, Ботсвана, Намібія та ПАР. Його природними середовищами існування є сухі савани, субтропічні або тропічні сухі чагарники, жаркі пустелі та пустелі помірного поясу.